# Ајзенберг (Тирингија)
Ајзенберг (њем. Eisenberg) град је у њемачкој савезној држави Тирингија. Једно је од 93 општинска средишта округа Зале-Холцланд. Према процјени из 2010. у граду је живјело 11.072 становника. Посједује регионалну шифру (AGS) 16074018.

## Географски и демографски подаци
Ајзенберг се налази у савезној држави Тирингија у округу Зале-Холцланд. Град се налази на надморској висини од 290 метара. Површина општине износи 24,8 km². У самом граду је, према процјени из 2010. године, живјело 11.072 становника. Просјечна густина становништва износи 446 становника/km².

## Међународна сарадња
| Мјесто | Држава    | Врста сарадње | Од    |
| ------ | --------- | ------------- | ----- |
|        | Француска | партнерство   | 1990. |
| Извор  |           |               |       |